# Maço

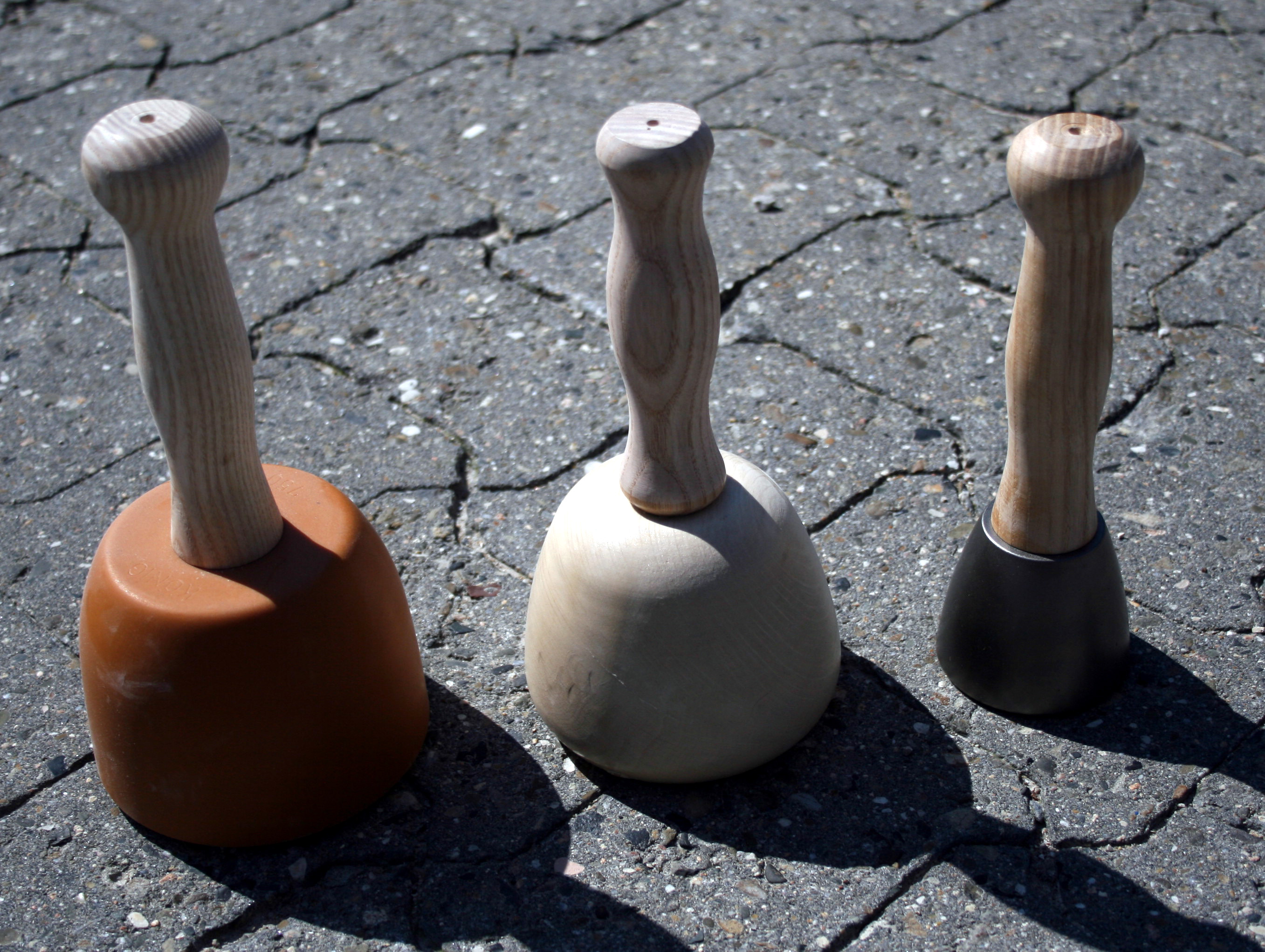
Maços de cantaria em plástico, madeira e aço.

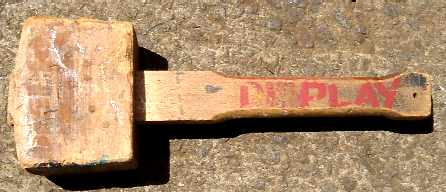
Maço de madeira.

Maço (português europeu) ou macete (português brasileiro), é uma ferramenta que serve para golpear ou percutir, e usado sobretudo em carpintaria e cantaria. A sua forma é semelhante à do martelo; no entanto a cabeça é de maior peso e dimensão, e pode ser fabricado em madeira, plástico ou ferro. Distingue-se também da marreta, que é usada sobretudo para quebrar o material. É geralmente percutido directamente no material, embora nalgumas variantes seja usado para percutir outro objecto sobre o material, como um formão.